# Іван I Црноєвич
Іван I Чорний (серб. Иван Црнојевић; д/н —1490) — князь Зети у 1465—1490 роках.

## Життєпис
Походив з династії Црноєвичів. Син Стефана I, князя Зети, та Мари Кастріоті. Про дату народження відсутні відомості. Замолоду брав участь у війнах проти Стефана Вукчича Косача, герцога Святого Сави, але між 1441 та 1444 роками потрапив у полон. Батькові зрештою за допомогою венеційців вдалося викупити Івана з полону.
У 1465 році після смерті батька стає князем Зети. Втім, проти Івана Црноєвича виступили венеційці, оскільки побоювалися намірів останнього повернути прибережній землі Землі. Зрештою завдяки Стефану Вукчичу Косачу та Скандербегу у 1466 році вдалося владнати конфлікти, за яким Венеція визнана Црноєвича новим князем, а останній сплатив республіці 1200 дукатів. Того ж року переніс свою резиденцію до міста Жабляк на березі Скадарського озера.
Слідом за цим розпочав боротьбу проти Османської імперії (за підтримки венеційців). У 1473 році його було зараховано до складу венеційських нобілів. 1474 року зумів відвоювати в османів узбережжя Скадарського озера, де мав невеличку флотилію.
У 1477 році намагався підтримати Владислава, нового герцога Св. Сави, але зазнав невдачі. Цим скористався султан Мехмед II, який того ж року вдерся до Зети. На початку 1478 року війська Івана Црноєвича зазнали поразки, було втрачено столицю в Жабляку. Після цього Іван I переніс столицю до Рієкі Црноєвичу, яку ще 1475 року суттєво зміцнив. У травні того ж року за допомогою венеційців князь Зети відбив напад османів на свою столицю
Проте після укладання Венеційською республікою в 1479 році Константинопольського мирного договору з Османською імперією, Іван Црноєвич опинився в складному становищі, оскільки інтереси Зети не були враховані в угоді. Тому вимушений був тікати до Італії.

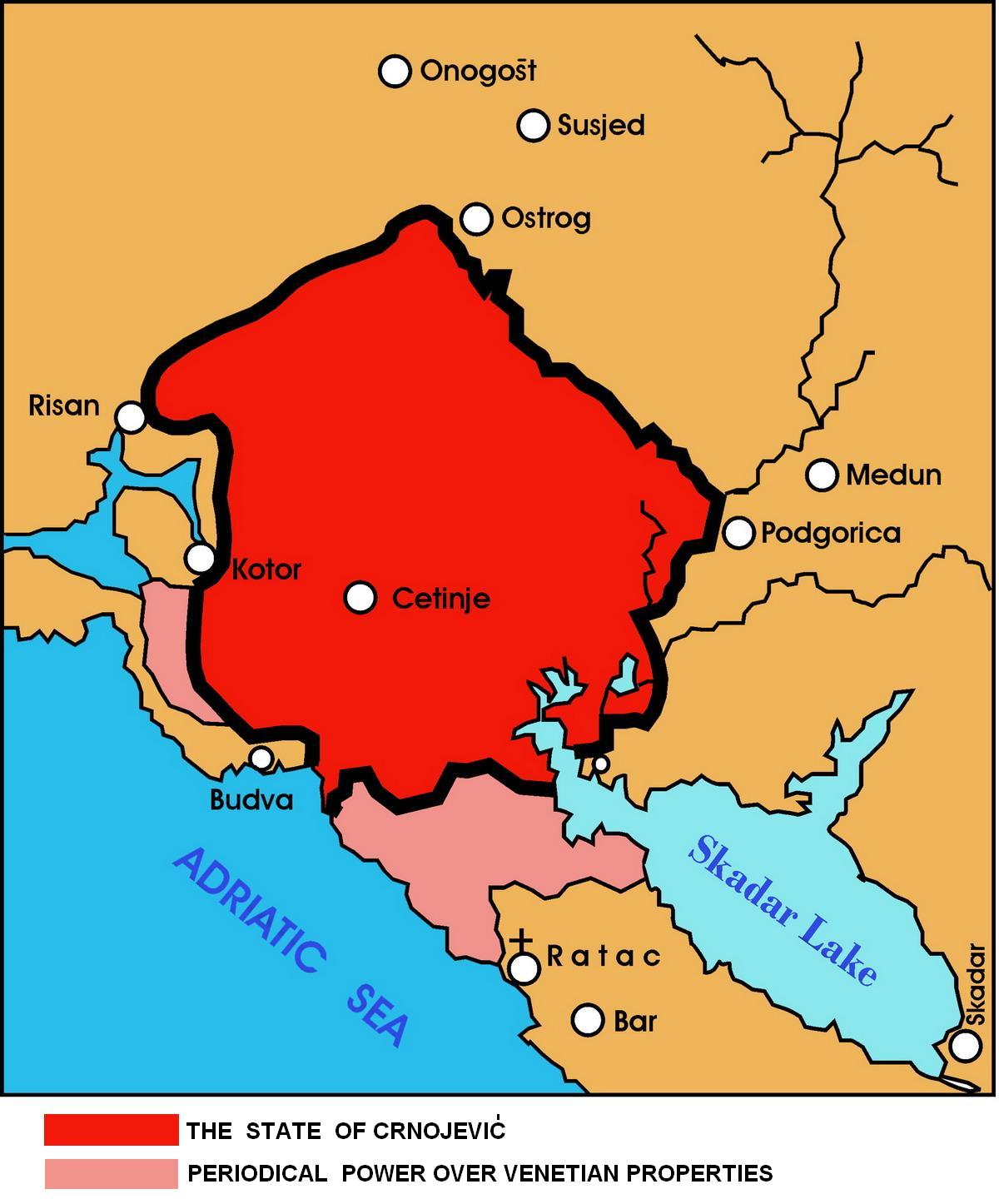
Князівство Зета часів Іван I Црноєвича

У 1481 році Іван Црноєвич скористався боротьбою між синами померлого султана Мехмеда II для відновлення влади. Він висадився у Дубровнику, потім відвоював Зету. Підтримку отримав від албанського князя Гьона II Кастріоті (сина Скандербега).
У 1482 році Іван I вимушений був визнати зверхність нового султана Баязида II, відіславши сина Станішу до Стамбула як заручника. В цей час запровадив закони, відомі як Іванов судебник, що було засновано на Душановому судебнику.
Намагаючись забезпечити захист своєї резиденції, переніс столицю з м. Обід вглиб гір, де протягом 1482—1484 років звів нову столицю Цетинє. За його наполягання 1483 року перенесено місце перебування митрополита до монастиря Різдва Богородиці в Цетинє. Тут він й помер у 1490 році. Владу успадкував старший син Джурадж.

## Родина
1. Дружина — Гоїслава, донька албанського князя Георгія Аріаніт.
Діти:
- Джурадж (д/н-1514), князь у 1490—1496 роках
- Стефан (1469—1499), князь у 1496—1499 роках
- Станіша (д/н-1530), князь у 1513—1530 роках

2. Дружина — Мара, донька Стефана Вукчич-Косач, герцога Святого Сави.
2 доньки